# Premi Ariel a la millor coactuació masculina
El Premi Ariel a Millor Coactuación Masculina és un premi atorgat anualment per l'Academia Mexicana de Artes y Ciencias Cinematográficas (AMACC) per reconèixer a l'actor la interpretació del que un personatge de repartiment sigui la més destacada de l'any.

## Introducció

### Nominacions i múltiples guanyadors
Actors més premiats
- 4 premis: Ernesto Gómez Cruz.
- 3 premis: Damián Alcázar, José Carlos Ruiz.
- 2 premis: Carlos Cobos, Daniel Giménez Cacho, Noé Hernández, Jesús Ochoa, Carlos López Moctezuma, Jorge Martínez de Hoyos, Víctor Parra.

Actors més nominats
- 7 nominacions: José Carlos Ruiz
- 5 nominacions: Ernesto Gómez Cruz

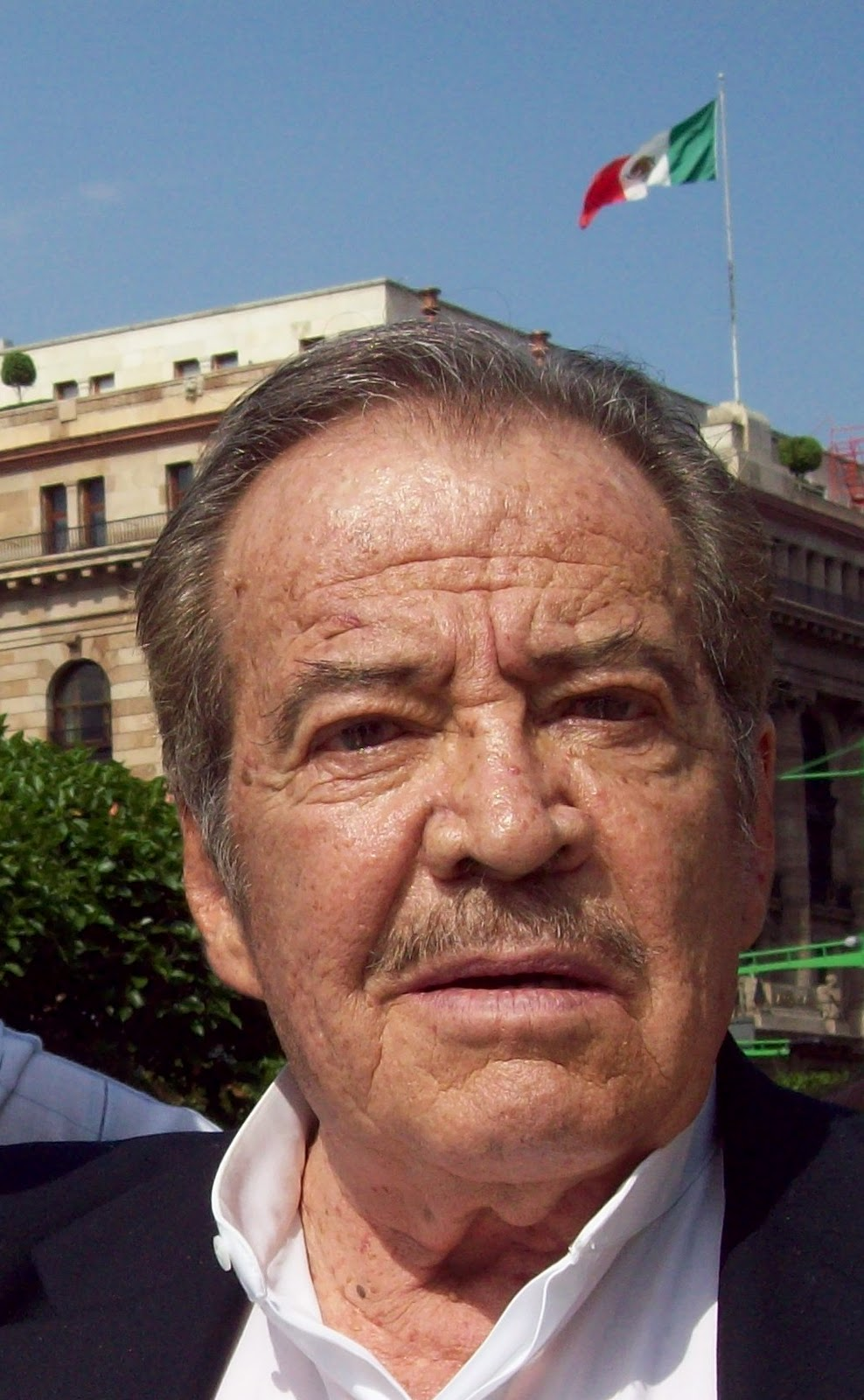
Claudio Obregón fou nominat dos cops i guanyà per Actas de Marusia el 1976.

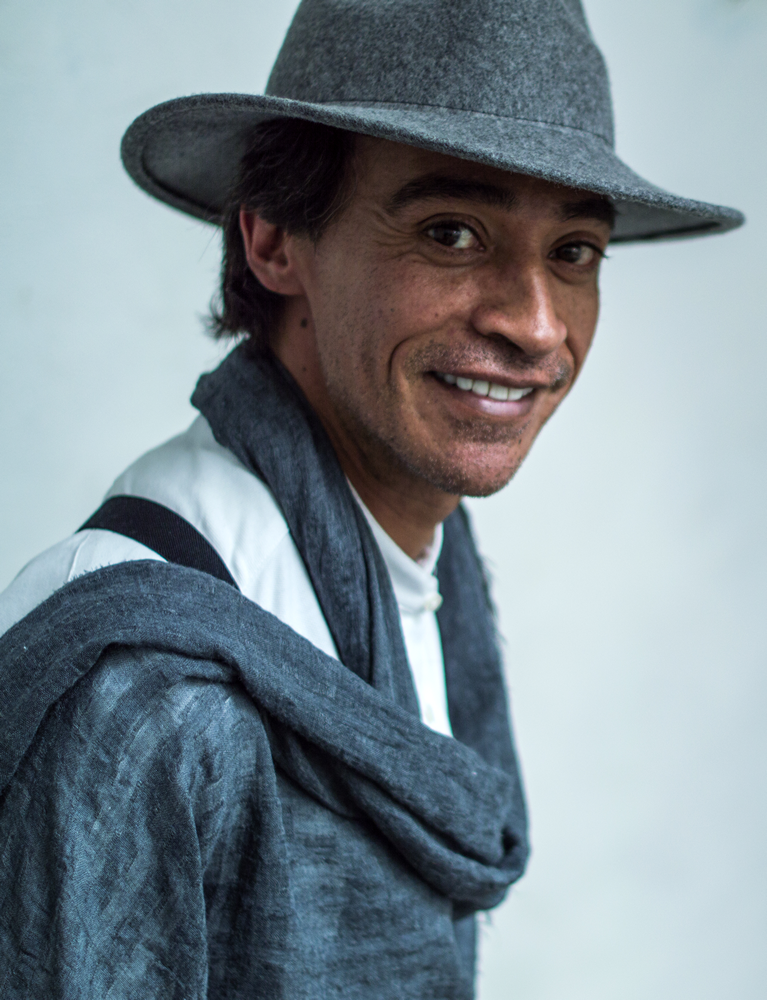
Roberto Sosa fou nominat dos cops i va guanyar amb Lola el 1990.

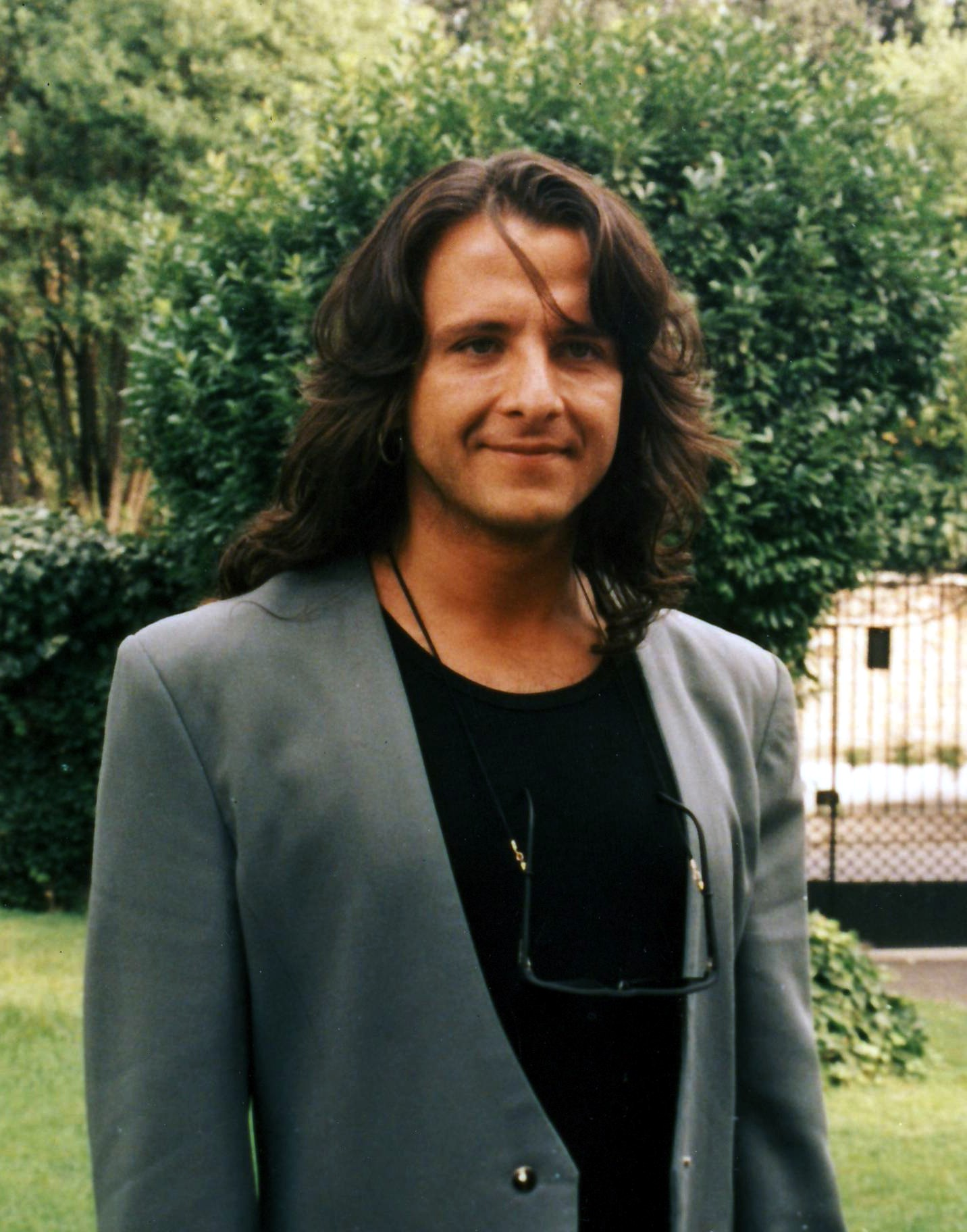
Eduardo Palomo va guanyar el 1990 pel seu paper a La Mujer de Benjamín.

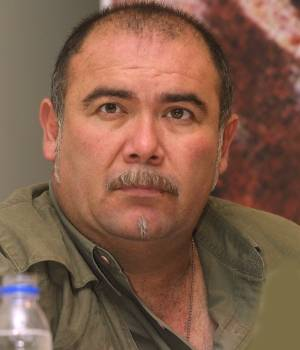
Jesús Ochoa va guanyar dos cops per Entre Pancho Villa y una mujer desnuda (1996) i Bajo California, el Límite del Tiempo (1999).

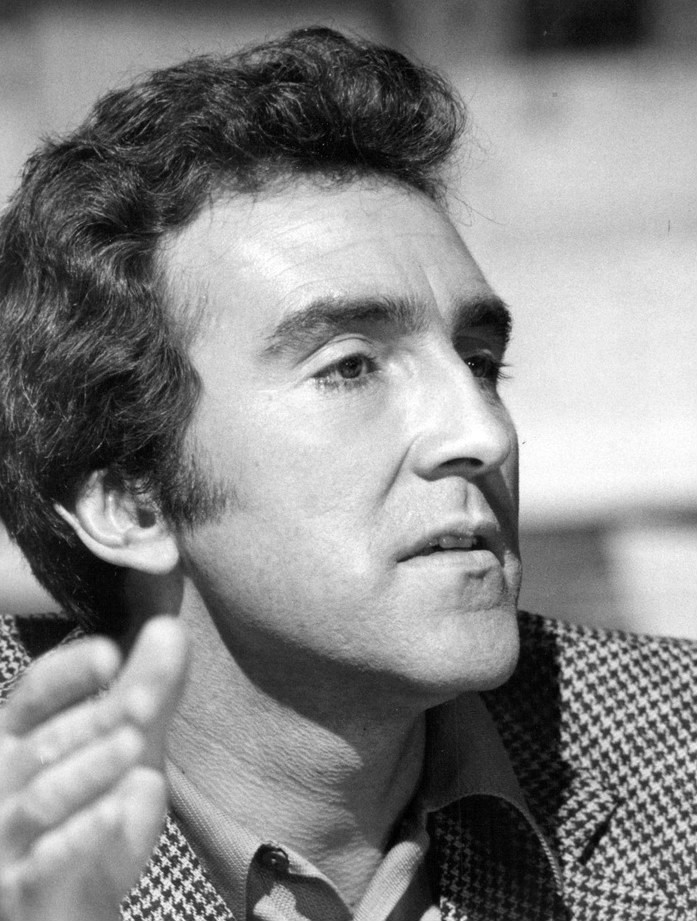
Pedro Armendáriz fou nominat tres vegades i va guanyar amb La ley de Herodes el 2000.

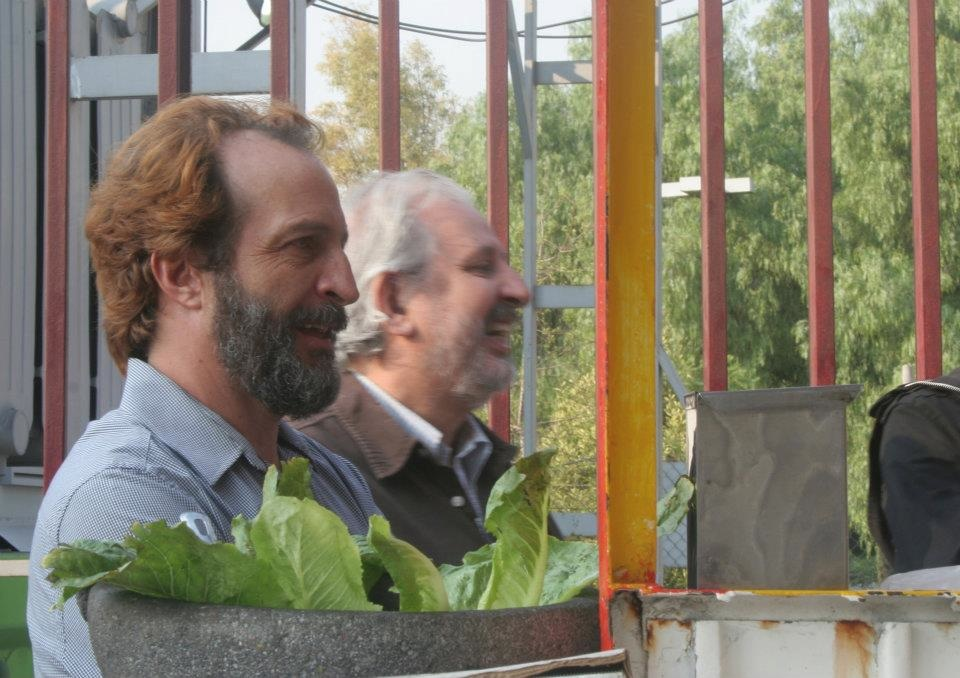
Daniel Giménez Cacho (esquerra) fou nominat tres vegades i va guanyar dos cops per Nicotina (2004) i Colosio: El Asesinato (2013).

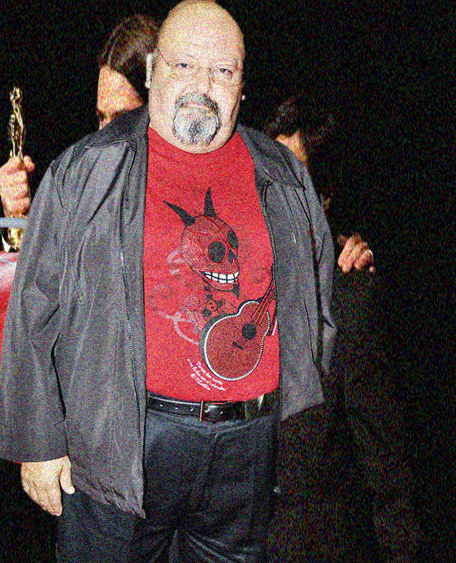
Carlos Cobos va guanyar dos cops per Conejo en la Luna (2005) i Pastorela (2012).

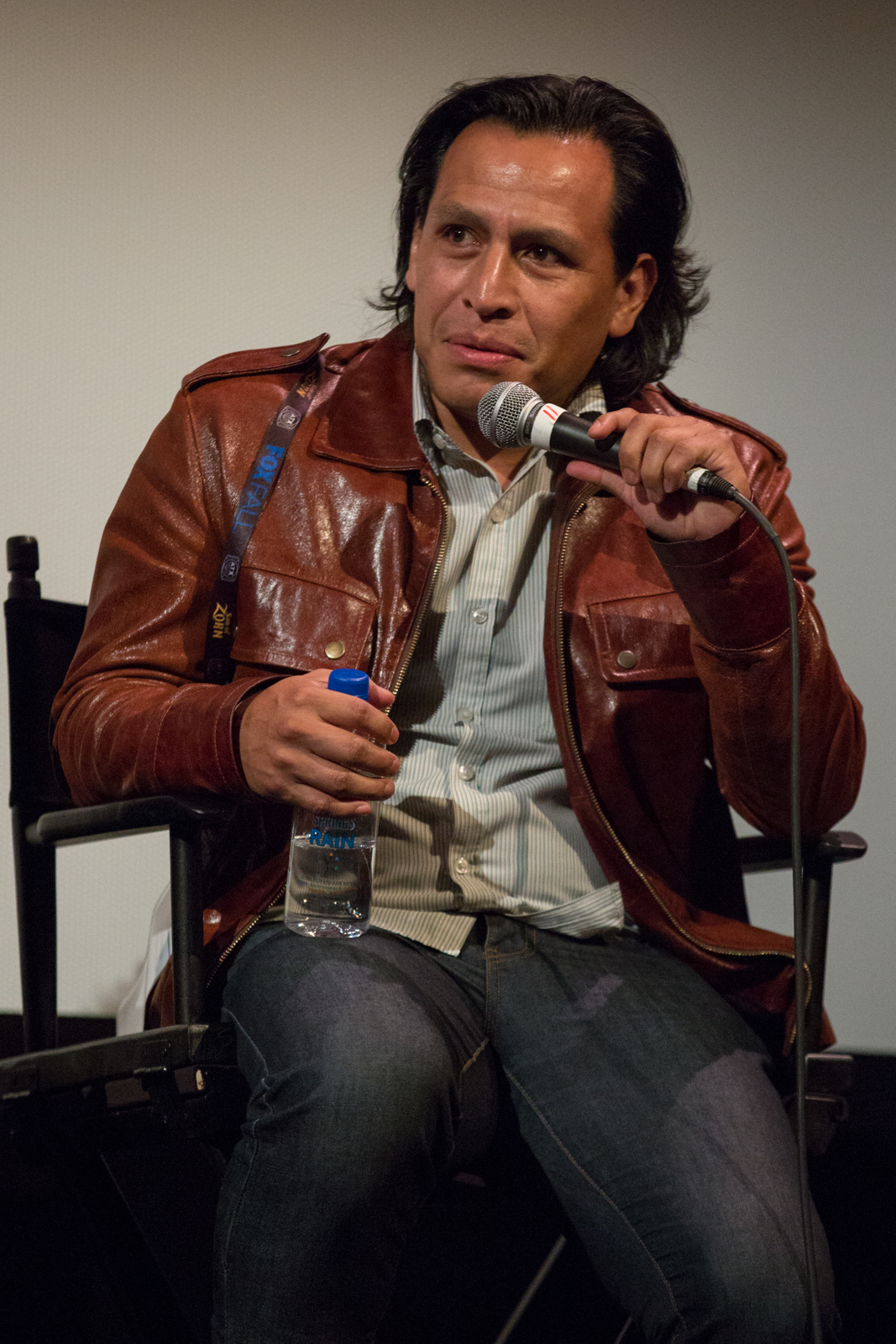
Gerardo Taracena va guanyar el premi per El violín el 2007.

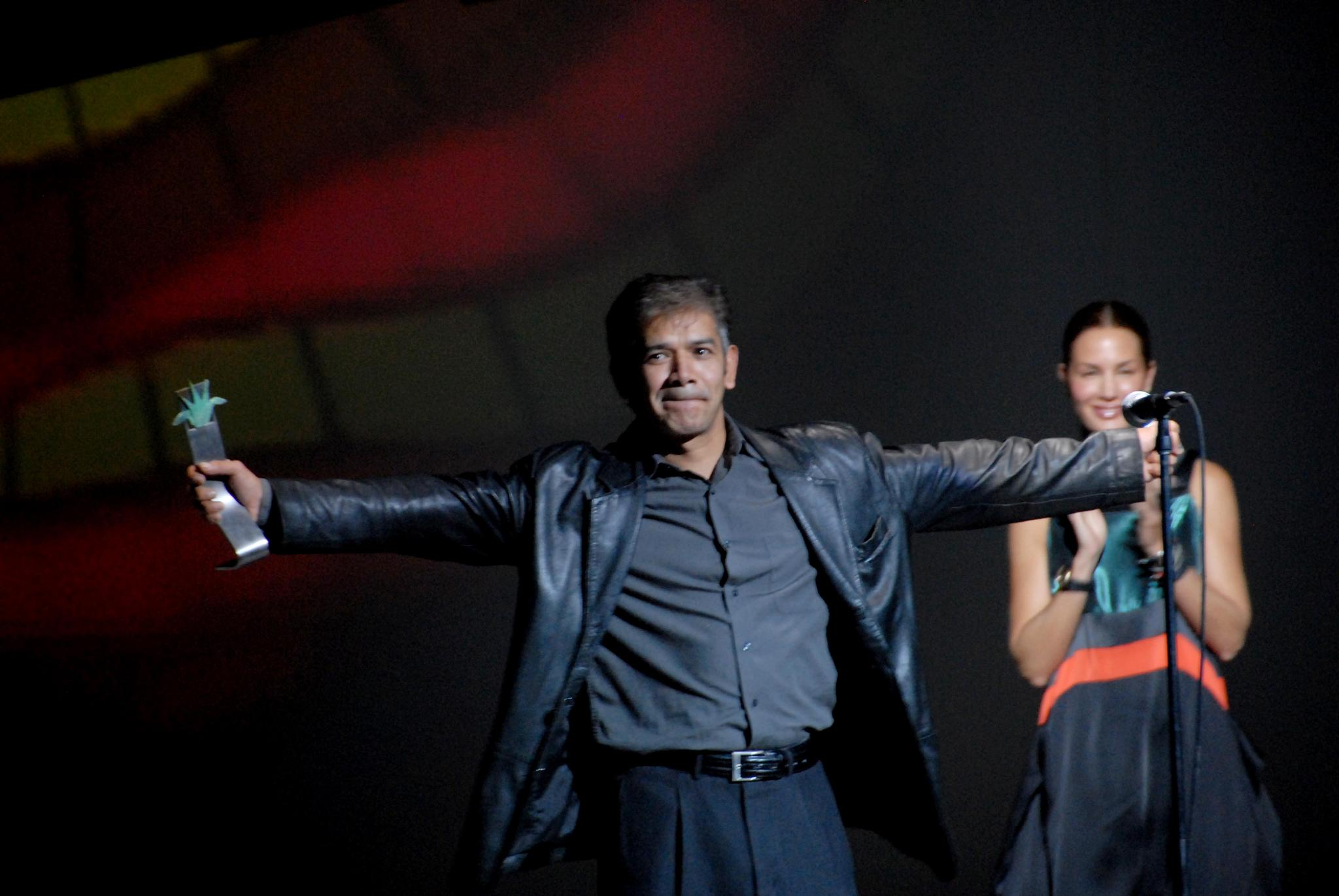
Mario Zaragoza va guanyar el premi per La zona el 2008.

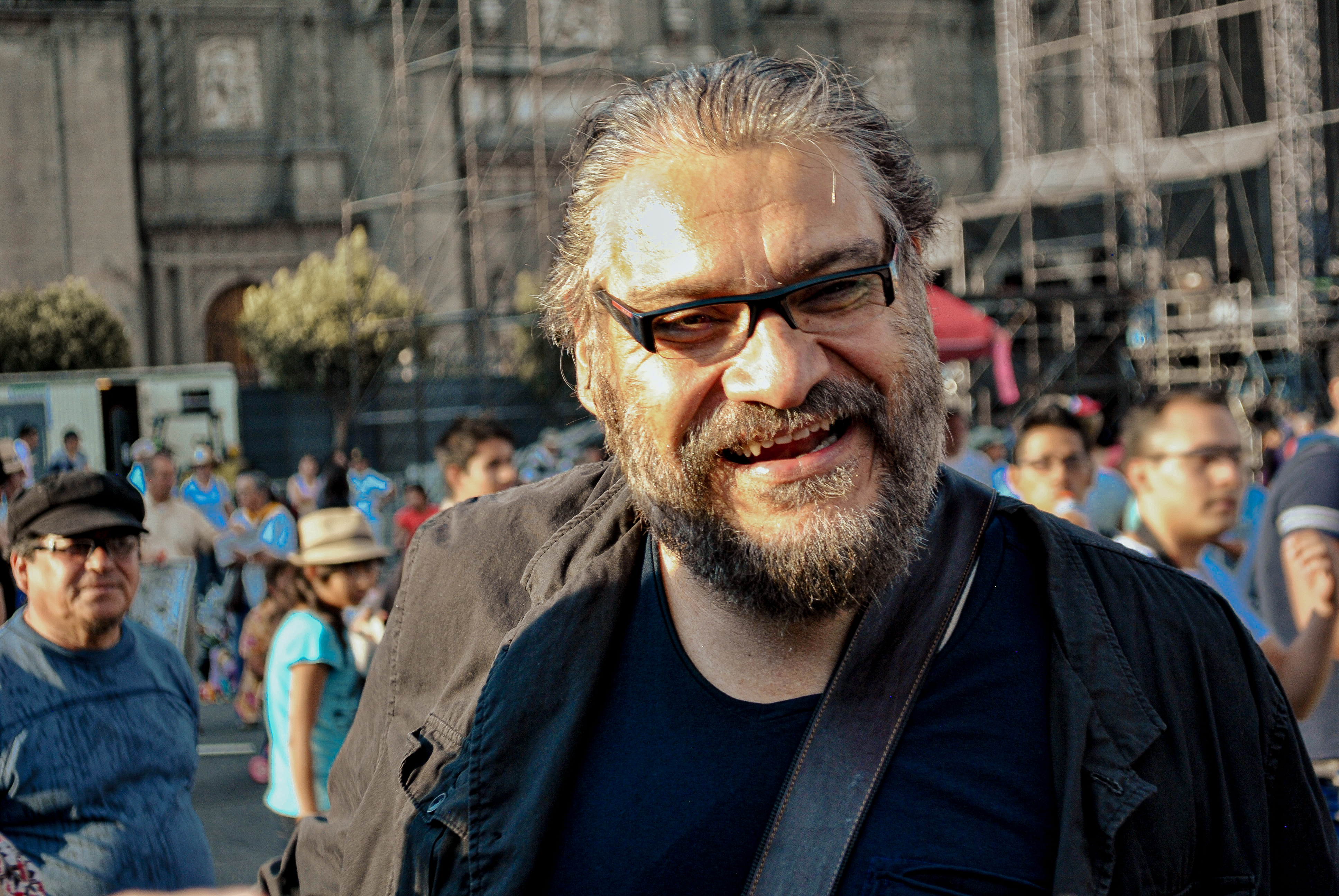
Joaquín Cosío fou nominat tres vegades i va guanyar amb El infierno el 2011.

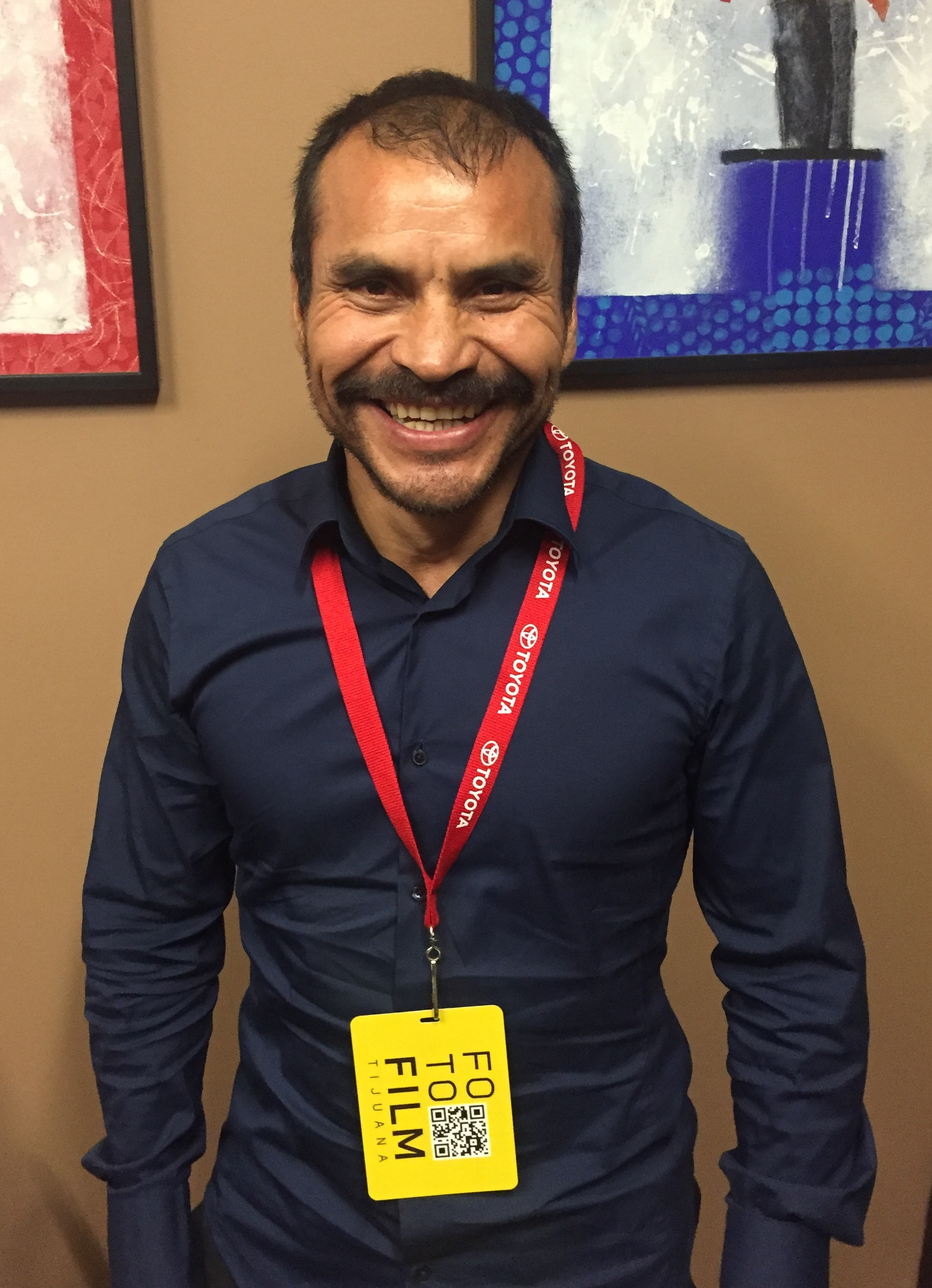
Noé Hernández va guanyar dos cops per La tirisia (2015) i 600 millas (2016).

- 4 nominacions: Manuel Ojeda, Alejandro Parodi, Salvador Sánchez, Andrés Soler
- 3 nominacions: Pedro Armendáriz Jr., Joaquín Cosío, Dagoberto Gama, Carlos López Moctezuma, Jorge Martínez de Hoyos
- 2 nominacions: Fernando Balzaretti, Arturo Beristáin, Bruno Bichir, Ricardo Blume, René Cardona, Juan Carlos Colombo, Eric del Castillo, Alonso Echánove, Rafael Inclán, Víctor Junco, Max Kerlow, José María Linares Rivas, Juan Ángel Martínez, Silverio Palacios, Víctor Parra, Rojo Grau, Roberto Sosa, Mario Zaragoza

### Anècdotes
- El màxim guanyador d'aquesta categoria és l'actor Ernesto Gómez Cruz, amb quatre premis.
- És una tendència d'aquesta categoria premiar a actors amb una destacada trajectòria i reconèixer amb nominacions a joves actors que van sobresortir en un llargmetratge com Tenoch Huerta (Nesio), Rodrigo Corea (Oveja Negra), Daniel Martínez (Chicogrande), Iván Cortes (Backyard), Kristyan Ferrer (Días de Gracia) o Hoze Melendez (Sueño en otro idioma).
- El 1996 ((Lliurament XXXVIII), va ocórrer un empat en aquesta categoria entre Damián Alcázar a El anzuelo i Jesús Ochoa a Entre Pancho Villa y una mujer desnuda. El 1976 (Lliurament XVIII), també va haver-hi múltiples guanyadors: Claudio Obregón, Eduardo López Rojas i Ernesto Gómez Cruz, tots ells per la pel·lícula Actas de Marusia.

## Guardonats per any

### Època d'or del cinema mexicà
| Any                      | Actor                             | Pel·lícula |
| ------------------------ | --------------------------------- | ---------- |
| 1946                     |                                   |            |
| José Baviera             | La barraca                        |            |
| Antonio Badú             | Me he de comer esa tuna           |            |
| Carlos López Moctezuma   | Canaima                           |            |
| 1947                     |                                   |            |
| Fernando Soto            | Campeón sin corona                |            |
| Fortunio Bonanova        | Pepita Jiménez                    |            |
| Víctor Junco             | La otra                           |            |
| 1948                     |                                   |            |
| Víctor Manuel Mendoza    | Cuando lloran los valientes       |            |
| Rafael Alcayde           | Soledad                           |            |
| Rubén Rojo               | Soledad                           |            |
| 1949                     |                                   |            |
| Víctor Parra             | El muchacho alegre                |            |
| Tito Junco               | Que dios me perdone               |            |
| Arturo Martínez          | Juan Charrasqueado                |            |
| 1950                     |                                   |            |
| Víctor Parra             | Ángeles de arrabal                |            |
| Rodolfo Acosta           | Salón México                      |            |
| Andrés Soler             | La hija del penal                 |            |
| 1951                     |                                   |            |
| Joaquín Cordero          | Las dos huerfanitas               |            |
| José María Linares Rivas | Doña Diabla                       |            |
| Andrés Soler             | No desearás a la mujer de tu hijo |            |
| 1952                     |                                   |            |
| Carlos Navarro           | Doña Perfecta                     |            |
| Alberto Mariscal         | Flor de sangre                    |            |
| Julio Villarreal         | Doña Perfecta                     |            |
| 1953                     |                                   |            |
| Carlos López Moctezuma   | El rebozo de Soledad              |            |
| Luis Aceves Castañeda    | Subida al cielo                   |            |
| Domingo Soler            | El rebozo de Soledad              |            |
| 1954                     |                                   |            |
| José Elías Moreno        | Las tres perfectas casadas        |            |
| José María Linares Rivas | Las tres perfectas casadas        |            |
| Andrés Soler             | El bruto                          |            |
| 1955                     |                                   |            |
| Jorge Martínez de Hoyos  | Sombra verde                      |            |
| René Cardona             | Nuevo amanecer                    |            |
| Andrés Soler             | Los Fernández de Peralvillo       |            |
| 1956                     |                                   |            |
| Jaime Fernández          | Robinson Crusoe                   |            |
| Arturo Martínez          | El siete leguas                   |            |
| Jorge Martínez de Hoyos  | El túnel 6                        |            |
| 1957                     |                                   |            |
| Jorge Martínez de Hoyos  | Canasta de cuentos mexicanos      |            |
| René Cardona             | ¡Qué seas feliz!                  |            |
| José Elías Moreno        | Bodas de oro                      |            |
| 1958                     |                                   |            |
| Federico Curiel          | El buen ladrón                    |            |
| Raúl Ramírez             | Dios no lo quiera                 |            |
| Carlos Riquelme          | La dulce enemiga                  |            |

### Dècada de 1970
| Any                  | Actor                                    | Pel·lícula |
| -------------------- | ---------------------------------------- | ---------- |
| 1972                 |                                          |            |
| Pancho Córdova       | Tú, yo, nosotros                         |            |
| Eric del Castillo    | Los marcados                             |            |
| David Silva          | El topo                                  |            |
| 1973                 |                                          |            |
| Arturo Beristáin     | El castillo de la pureza                 |            |
| Héctor Ortega        | El rincón de las vírgenes                |            |
| Héctor Suárez        | Mecánica nacional                        |            |
| 1974                 |                                          |            |
| Sergio de Bustamante | El principio                             |            |
| Andrés García        | El principio                             |            |
| Alejandro Parodi     | El principio                             |            |
| 1975                 |                                          |            |
| Ernesto Gómez Cruz   | La venida del rey Olmos                  |            |
| Arturo Beristáin     | La otra virginidad                       |            |
| Salvador Sánchez     | La choca                                 |            |
| 1976                 |                                          |            |
| Ernesto Gómez Cruz   | Actas de Marusia                         |            |
| Eduardo López Rojas  | Actas de Marusia                         |            |
| Claudio Obregón      | Actas de Marusia                         |            |
| 1977                 |                                          |            |
| Ernesto Gómez Cruz   | Maten al león                            |            |
| Manuel Ojeda         | El apando                                |            |
| José Carlos Ruiz     | Los albañiles                            |            |
| 1978                 |                                          |            |
| Gonzalo Vega         | El lugar sin límites                     |            |
| Raúl Menéndez        | Cananea                                  |            |
| José Carlos Ruiz     | Cascabel                                 |            |
| 1979                 |                                          |            |
| Ernesto Gómez Cruz   | Cadena perpetua                          |            |
| Narciso Busquets     | Cadena perpetua                          |            |
| Bruno Rey            | Pedro Páramo: El hombre de la media luna |            |

### Dècada de 1980
| Any                    | Actor                                                 | Pel·lícula |
| ---------------------- | ----------------------------------------------------- | ---------- |
| 1980                   |                                                       |            |
| José Carlos Ruiz       | Fuego en el mar                                       |            |
| Eric del Castillo      | Perro callejero                                       |            |
| Jorge Humberto Robles  | El infierno de todos tan temido                       |            |
| 1981                   |                                                       |            |
| Víctor Junco           | Misterio                                              |            |
| Jorge Luke             | Morir de madrugada                                    |            |
| Manuel Ojeda           | ¡Qué viva Tepito!                                     |            |
| 1982                   |                                                       |            |
| Carlos López Moctezuma | Como México no hay dos                                |            |
| Juan Ángel Martínez    | Noche de carnaval                                     |            |
| Amado Zumaya           | Ora sí ¡tenemos que ganar!                            |            |
| 1983                   |                                                       |            |
| Alfredo Sevilla        | La víspera                                            |            |
| Alejandro Ciangherotti | La pachanga                                           |            |
| Rafael Inclán          | Piernas cruzadas                                      |            |
| 1984                   |                                                       |            |
| Alejandro Parodi       | Nocaut                                                |            |
| Gastón Padilla         | El tonto que hacia milagros                           |            |
| Salvador Sánchez       | Motel                                                 |            |
| 1985                   |                                                       |            |
| Miguel Manzano         | Las glorias del gran Púas                             |            |
| Max Kerlow             | Frida, naturaleza viva                                |            |
| Juan Ángel Martínez    | Luna de sangre                                        |            |
| 1986                   |                                                       |            |
| José Carlos Ruiz       | Toña Machetes                                         |            |
| Rojo Grau              | El escuadrón de la muerte                             |            |
| Rojo Grau              | Gavilán o paloma                                      |            |
| 1987                   |                                                       |            |
| Alejandro Parodi       | El imperio de la fortuna                              |            |
| Alonso Echánove        | Amor a la vuelta de la esquina                        |            |
| José Carlos Ruiz       | El tres de copas                                      |            |
| 1988                   |                                                       |            |
| Fernando Balzaretti    | Muelle rojo                                           |            |
| José Luis Cruz         | Mariana, Mariana                                      |            |
| Sergio Ramos           | Nocturno amor que te vas                              |            |
| 1989                   |                                                       |            |
| Jorge Russek           | Los camaroneros                                       |            |
| Alejandro Parodi       | El secreto de Romelia                                 |            |
| José Carlos Ruiz       | Intriga contra México ¿nos traicionará el presidente? |            |

### Dècada de 1990
| Any                  | Actor                                  | Pel·lícula |
| -------------------- | -------------------------------------- | ---------- |
| 1990                 |                                        |            |
| Roberto Sosa         | Lola                                   |            |
| Damián Alcázar       | La ciudad al desnudo                   |            |
| Claudio Obregón      | El otro crimen                         |            |
| 1991                 |                                        |            |
| Jorge Fegán          | Rojo amanecer                          |            |
| Ignacio Guadalupe    | Pueblo de madera                       |            |
| Roberto Guzmán       | Jóvenes delincuentes                   |            |
| 1992                 |                                        |            |
| Eduardo Palomo       | La mujer de Benjamín                   |            |
| Bruno Bichir         | El patrullero                          |            |
| Juan Claudio Retes   | El bulto                               |            |
| 1993                 |                                        |            |
| Luis Aguilar         | Los años de Greta                      |            |
| Miguel Manzano       | Golpe de suerte                        |            |
| Alejandro Parodi     | Ángel de fuego                         |            |
| 1994                 |                                        |            |
| Damián Alcázar       | Lolo                                   |            |
| Pedro Armendáriz Jr. | Guerrero negro                         |            |
| Fernando Balzaretti  | Kino: la leyenda del padre negro       |            |
| Juan Carlos Colombo  | Desiertos mares                        |            |
| Alberto Estrella     | Principio y fin                        |            |
| 1995                 |                                        |            |
| José Carlos Ruiz     | Dos crímenes                           |            |
| Fernando Arau        | Bienvenido-Welcome                     |            |
| Daniel Giménez Cacho | El callejón de los milagros            |            |
| Estebán Soberanes    | El callejón de los milagros            |            |
| 1996                 |                                        |            |
| Damián Alcázar       | El anzuelo                             |            |
| Jesús Ochoa          | Entre Pancho Villa y una mujer desnuda |            |
| Héctor Bonilla       | Doble indemnización                    |            |
| Guillermo Gil        | Sin remitente                          |            |
| Manuel Ojeda         | Salón México                           |            |
| 1997                 |                                        |            |
| Salvador Sánchez     | Amorosos fantasmas                     |            |
| Demián Bichir        | Luces de la noche                      |            |
| Germán Dehesa        | Cilantro y perejil                     |            |
| Víctor Pérez         | Santo Luzbel                           |            |
| 1998                 |                                        |            |
| Max Kerlow           | Por si no te vuelvo a ver              |            |
| Roberto Cobo         | De noche vienes, Esmeralda             |            |
| Justo Martínez       | Por si no te vuelvo a ver              |            |
| 1999                 |                                        |            |
| Jesús Ochoa          | Bajo California: El límite del tiempo  |            |
| Bruno Bichir         | El evangelio de las maravillas         |            |
| Rafael Inclán        | El evangelio de las maravillas         |            |

### Dècada de 2000
| Any                  | Actor                                   | Pel·lícula |
| -------------------- | --------------------------------------- | ---------- |
| 2000                 |                                         |            |
| Pedro Armendáriz Jr. | La ley de Herodes                       |            |
| Salvador Sánchez     | La ley de Herodes                       |            |
| Alfredo Sevilla      | Ave María                               |            |
| 2001                 |                                         |            |
| José Alonso          | Crónica de un desayuno                  |            |
| Pedro Armendáriz Jr. | Su alteza serenísima                    |            |
| Luis Fernando Peña   | Perfume de violetas                     |            |
| 2002                 |                                         |            |
| Jorge Sepúlveda      | Un mundo raro                           |            |
| Dagoberto Gama       | Cuentos de hadas para dormir cocodrilos |            |
| Abel Woolrich        | El gavilán de la sierra                 |            |
| 2003                 |                                         |            |
| Damián Alcázar       | El crimen del padre Amaro               |            |
| Armando Hernández    | Amar te duele                           |            |
| Mario Iván Martínez  | La habitación azul                      |            |
| 2004                 |                                         |            |
| Daniel Giménez Cacho | Nicotina                                |            |
| Guillermo Gil        | El misterio del Trinidad                |            |
| Tristán Ulloa        | Volverás                                |            |
| 2005                 |                                         |            |
| Carlos Cobos         | Conejo en la luna                       |            |
| Joaquín Cosío        | Matando Cabos                           |            |
| Raúl Méndez          | Matando Cabos                           |            |
| 2006                 |                                         |            |
| José María Yazpik    | Las vueltas del citrillo                |            |
| Ricardo Blume        | Mezcal                                  |            |
| Jaime Camil          | 7 días                                  |            |
| 2007                 |                                         |            |
| Gerardo Taracena     | El violín                               |            |
| Álex Angulo          | El laberinto del fauno                  |            |
| Carlos Cobos         | Fuera del cielo                         |            |
| Juan Carlos Colombo  | Más que a nada en el mundo              |            |
| 2008                 |                                         |            |
| Mario Zaragoza       | La zona                                 |            |
| Alan Chávez          | La zona                                 |            |
| Silverio Palacios    | Morirse en domingo                      |            |
| 2009                 |                                         |            |
| Héctor Herrera       | Lake Tahoe                              |            |
| Guillermo Francella  | Rudo y cursi                            |            |
| Tenoch Huerta        | Nesio                                   |            |

### Dècada del 2010
| Any                    | Actor                                 | Pel·lícula |
| ---------------------- | ------------------------------------- | ---------- |
| 2010                   |                                       |            |
| José Sefami            | Conozca la cabeza de Juan Pérez       |            |
| Enrique Arreola        | Cinco días sin Nora                   |            |
| Rodrigo Corea          | Oveja negra                           |            |
| Iván Cortés            | Backyard: El traspatio                |            |
| 2011                   |                                       |            |
| Joaquín Cosío          | El infierno                           |            |
| Ernesto Gómez Cruz     | El infierno                           |            |
| Juan Ignacio Aranda    | Hidalgo: La historia jamás contada    |            |
| Daniel Martínez        | Chicogrande                           |            |
| 2012                   |                                       |            |
| Carlos Cobos           | Pastorela                             |            |
| Kristyan Ferrer        | Días de gracia                        |            |
| Roberto Sosa           | Victorio                              |            |
| Mario Zaragoza         | Días de gracia                        |            |
| 2013                   |                                       |            |
| Daniel Giménez Cacho   | Colosio, el asesinato                 |            |
| Dagoberto Gama         | Colosio, el asesinato                 |            |
| Gerardo Trejoluna      | El sueño de Lú                        |            |
| Luis Rodríguez         | Los mejores temas                     |            |
| 2014                   |                                       |            |
| Rodolfo Domínguez      | La jaula de oro                       |            |
| Ricardo Blume          | Tercera llamada                       |            |
| Dagoberto Gama         | Nómadas                               |            |
| Juan Eduardo Palacios  | Heli                                  |            |
| Gerardo Taracena       | Potosí                                |            |
| 2015                   |                                       |            |
| Noé Hernández          | La tirisia                            |            |
| Luis Alberti           | Carmín tropical                       |            |
| Carlos Bardem          | González: falsos profetas             |            |
| Alonso Echánove        | Cuatro lunas                          |            |
| Álvaro Guerrero        | Eddie Reynolds y los ángeles de acero |            |
| 2016                   |                                       |            |
| Noé Hernández          | 600 millas                            |            |
| Joaquín Cosío          | La delgada línea amarilla             |            |
| Emilio Echevarría      | Un monstruo de mil cabezas            |            |
| Silverio Palacios      | La delgada línea amarilla             |            |
| Gustavo Sánchez Parra  | La delgada línea amarilla             |            |
| 2017                   |                                       |            |
| Hoze Meléndez          | Almacenados                           |            |
| Diego Cataño           | Desierto                              |            |
| Mauricio Isaac         | Distancias cortas                     |            |
| Manuel Ojeda           | La 4ª Compañía                        |            |
| Antonio Parra          | El sueño del Mara'akame               |            |
| Darío T. Pie           | La 4ª Compañía                        |            |
| Carlos Valencia        | La 4ª Compañía                        |            |
| 2018                   |                                       |            |
| Miguel Rodarte         | Tiempo compartido                     |            |
| Juan Pablo de Santiago | Sueño en otro idioma                  |            |
| Pedro de Tavira        | Los adioses                           |            |
| Emilio Echevarría      | El elegido                            |            |
| Hozé Meléndez          | Sueño en otro idioma                  |            |
| 2019                   |                                       |            |
| Leonardo Ortizgris     | Museo                                 |            |
| Ernesto Gómez Cruz     | De la infancia                        |            |
| Flavio Medina          | Las niñas bien                        |            |
| Hoze Meléndez          | Mente revolver                        |            |
| Jorge Antonio Guerrero | Roma                                  |            |